# Bernardo Regno

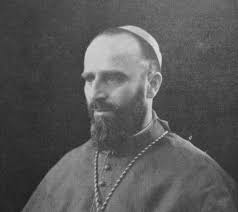
Bischof Bernardo Regno OSB

Bernardo Regno OSB (* 18. August 1886 in Fabriano, Provinz Ancona; † 22. August 1977 in Ampitiya, Sri Lanka) war ein italienischer römisch-katholischer Ordensgeistlicher und Bischof von Kandy.

## Leben
Bernardo Regno trat der Ordensgemeinschaft der Benediktiner bei und empfing am 18. Dezember 1909 durch den Bischof von Kandy, Clemente Pagnani OSB, das Sakrament der Priesterweihe.
Am 27. Januar 1936 ernannte ihn Papst Pius XI. zum Bischof von Kandy. Der Apostolische Delegat in Indien, Erzbischof Leo Peter Kierkels CP, spendete ihm am 29. März desselben Jahres in der Kirche Saint Francis Xavier in Bangalore die Bischofsweihe; Mitkonsekratoren waren der Erzbischof von Pondicherry, Auguste-Siméon Colas MEP, und der Bischof von Salem, Henri-Aimé-Anatole Prunier MEP.
Papst Pius XII. nahm am 24. September 1958 das von Regno vorgebrachte Rücktrittsgesuch an und ernannte ihn zum Titularbischof von Bagai. Er nahm an der ersten Sitzungsperiode des Zweiten Vatikanischen Konzils teil. Am 26. Januar 1971 verzichtete Regno auf das Titularbistum Bagai.